# Menanti (Kelekar)
Menanti is een bestuurslaag in het regentschap Muara Enim van de provincie Zuid-Sumatra, Indonesië. Menanti telt 2561 inwoners (volkstelling 2010).